# Fort Salonga (Nueva York)
Fort Salonga es un lugar designado por el censo (o aldea) ubicado en el condado de Suffolk en el estado estadounidense de Nueva York. En el año 2000 tenía una población de 9,634 habitantes y una densidad poblacional de 412.7 personas por km².

## Geografía
Fort Salonga se encuentra ubicado en las coordenadas 40°54′21″N 73°18′4″O / 40.90583, -73.30111. Según la Oficina del Censo, la ciudad tiene un área total de 33,2 km² (12,8 mi²), de la cual 23,3 km² (9 mi²) es tierra y 9,8 km² (3,8 mi²) (29.66%) es agua.

## Demografía
Según la Oficina del Censo en 2000 los ingresos medios por hogar en la localidad eran de $98,128, y los ingresos medios por familia eran $106,253. Los hombres tenían unos ingresos medios de $70,663 frente a los $51,694 para las mujeres. La renta per cápita de la localidad era de $41,933. Alrededor del 3.3% de la población estaban por debajo del umbral de pobreza.